# El Peñón (Bolívar)
Pour les articles homonymes, voir El Peñón.
El Peñón est une municipalité située dans le département de Bolívar, en Colombie.